# Terminalia januarensis
Terminalia januarensis är en tvåhjärtbladig växtart som beskrevs av Dc.. Terminalia januarensis ingår i släktet Terminalia och familjen Combretaceae. Inga underarter finns listade i Catalogue of Life.